# Cosmozetes jaccoudi
Cosmozetes jaccoudi är en kvalsterart som beskrevs av Sandór Mahunka 1998. Cosmozetes jaccoudi ingår i släktet Cosmozetes och familjen Microzetidae. Inga underarter finns listade i Catalogue of Life.